# Aine
Aine – irlandzka bogini lata, dostatku i suwerenności. Wiąże się ją z Midsommar i ze słońcem, a niekiedy bywa przedstawiana jako ruda klacz. Jest córką Egobaila, siostrą Aillen i Fennen, a także podawana jest jako przodek wielu irlandzkich rodzin. Jako bogini miłości i płodności sprawuje władzę nad plonami i zwierzętami, jest też związana z rolnictwem.
Aine jest silnie powiązana z hrabstwem Limerick. Wzgórze Knockainey, nazwane jej imieniem (po irlandzku: Cnoc Áine, „Wzgórze Aine”), było miejscem obrzędów na jej cześć, które miały miejsce jeszcze w 1879 roku. Jest również związana z takimi miejscami jak: Toberanna, w hrabstwie Tyrone; Dunany, w hrabstwie Louth; Lissan, w hrabstwie Londonderry; i Cnoc Áine koło Teelin, w hrabstwie Donegal.

## W mitologii irlandzkiej

### Ailill Aulom
We wczesnych opowieściach jest związana z na wpół mitycznym królem Munsteru, Ailill Aulomem, który ją zgwałcił, co zakończyło się odgryzieniem mu ucha przez Aine, stąd też imię Aulom „Nagie Ucho” (Olomm). Zgodnie ze staroirlandzkim prawem, tylko „nieskalana” osoba może rządzić; okaleczając go w ten sposób, Aine uczyniła go niezdolnym do bycia królem. Jako symbol suwerenności, może ona zarówno przyznać, jak i odebrać mężczyźnie prawo do rządzenia. Potomkowie Auloma, czyli Eóganachta, podają Áine za przodkinię.

### Gearóid FitzGerald
W innych legendach Áine jest żoną Geralda FitzGeralda, trzeciego hrabiego Desmond, znanego częściej jako „Iarl Gearóid”. Zamiast zawrzeć małżeństwo za jej zgodą, on postanawia ją zgwałcić (uważa się, że jest to oparte na opowieści o Ailill Aulom), skutkiem czego ona dokonuje na nim zemsty zmieniając go w gęś, zabijając go albo robiąc jedno i drugie. Ród FitzGerald twierdzi tym samym, że jest spokrewniony z Áine; pomimo normańskiego pochodzenia klanu, przez co stali się znani z tego, że chcą być „bardziej irlandzcy niż sami Irlandzcycy” (irl. Níos Gaelaí ná na Gaeil féin).
W innym wariancie historii Áine zostaje zgwałcona przez ojca Geralda, podobnie hrabiego Desmond, który jest świadkiem tego jak Áine czesze włosy podczas kąpieli w rzece. Hrabia bierze w posiadanie jej płaszcz, który jest jedynym sposobem na kontrolowanie jej, a następnie gwałci ją. Gerald FitzGerald jest owocem ich związku, który wykazuje pewne magiczne zdolności; ma zdolność do drastycznej zmiany rozmiaru (kurczy się, aby wskoczyć do butelki), a także może przemienić się w gęś, co robi w Lough Gur w pobliżu Cnoc Áine. Po śmierci ojca Geralda, Áine i Gerald dziedziczą jego ziemie. Áine zaczarowuje zbocze wzgórza Cnoc Áine, powodując, że w ciągu jednej nocy cudownie wyrasta tam groch. W niektórych wersjach opowieści Gerald jest królem Sídhfir, przywiązanym do słupa w Loch Guirr i zgodnie z przepowiednią Munster, pewnego dnia wynurzy się z Lochu na czarnym rumaku z białą twarzą, by wziąć udział w walce podczas ostatecznej wojny.

### Manannán mac Lir
W jeszcze innych wersjach jej legendy jest ona żoną lub córką boga morza, Manannána mac Lira.

## Święta
Na jej cześć odbywało się święto przypadające w okolicy przesilenia letniego, Midsommar. W hrabstwie Limerick jest wspominana jako Królowa Wróżek. W wigilię św. Jana mężczyźni zbierali się na Cnoc Áine, gdzie ponoć mieszkała, i zapalali clíary — pęczki słomy i siana przywiązane do tyczek — które były niesione w procesji na szczyt wzgórza. Później mężczyźni biegali z clíarami przez własne pola i między bydłem, aby przynieść szczęście na resztę roku.
O Aine mówi się, że jest „kobietą o najpiękniejszym sercu, jaka kiedykolwiek żyła”, a wiązówka błotna, nazywana też „królową łąk”, jest uznawana za jej roślinę.

## Pokrewne boginie
Aine jest czasami błędnie utożsamiana z Danu, ponieważ jej imię wykazuje pozorne podobieństwo do Anu.